# Worksop (stacja kolejowa)
Worksop (ang: Worksop railway station) – stacja kolejowa w miejscowości Worksop, w hrabstwie Nottinghamshire, w Anglii.
Otwarta została w lipcu 1849 przez Sheffield and Lincolnshire Junction Railway, część Manchester, Sheffield and Lincolnshire Railway, która dzisiaj stanowi przystanek pośredni dla ruchu regionalnego z Lincoln Central do Sheffield prowadzonym przez Northern Rail i jednocześnie północnym końcem East Midlands Trains Robin Hood Line z Nottingham i Mansfield (odcinek od ostatniego miasta został ponownie otwarty dla pasażerów w dniu 25 maja 1998 roku, po redukcji kolei Beeching Axe w październiku 1964).
Nastawnia Worksop, która została otwarta w 1998 roku, znajduje się na zachodnim krańcu stacji na peronie w kierunku Retford. Istnieje również kilka torów towarowych i bocznic, które służą do postojów i cofania oraz dla pociągów obsługujących pobliskie elektrownie w West Burton i Cottam.

## Połączenia
W dni powszednie istnieje podstawowe połączenie co godzinę zarówno do Sheffield, Lincoln i do Nottingham. Niektóre dodatkowe pociągi kursują w okresie szczytu ruchu między Sheffield i Retford (kilka razy dziennie wcześnie rano i późnym wieczorem), a większość usług na tej linii kieruje się aż do Meadowhill, Doncaster i Adwick. W soboty istnieją trzy pociągi do i z Cleethorpes poprzez Brigg.
W Niedziele istnieje dwugodzinny takt między Sheffield i Lincoln.

## Linie kolejowe
- Sheffield to Lincoln Line
- Robin Hood Line